# 广通站
广通站是位于云南省楚雄彝族自治州禄丰县广通镇的一个铁路车站，有成昆铁路经过，广大铁路在站北向西分歧。广通站北距攀枝花站198公里，成都站947公里，东距昆明站144公里，西距大理站213公里，现车站及其上下行区间均已电气化。广通站隶属昆明铁路局广通车务段，是二等站。

## 历史
广通站建于1964年，1970年投入使用。2013年12月昆楚大铁路广昆段开通后，客运业务转移至广通北站，广通站仅保留货运功能。2023年7月站改工程启动后，停办货运业务，仅负责滇西片区货物列车解体、编组作业。2024年改造完成后，广通站设到发线10条、调车线10条。